# Neuf-Brisach
Neuf-Brisach (in alsaziano Nej-Brisach, in tedesco Neu Breisach) è un comune francese di 2 059 abitanti situato nel dipartimento dell'Alto Reno nella regione del Grand Est.
Ha pianta stellata similmente a Palmanova e a Rocroi, nel dipartimento francese delle Ardenne. Nel 2008, grazie alla cittadella fortificata progettata dal Vauban, ha ottenuto dall'UNESCO la classificazione di Patrimonio dell'umanità come una delle fortificazioni di Vauban.

## Società

### Evoluzione demografica
Abitanti censiti